# Le Parrain (roman)
Pour les articles homonymes, voir Le Parrain et The Godfather.
Le Parrain (The Godfather) est un roman américain écrit par Mario Puzo, publié en 1969.
Décrivant le fonctionnement et l’histoire d'une famille de la mafia italo-américaine implantée à New York, les Corleone, le roman a inspiré le film Le Parrain de Francis Ford Coppola ainsi qu'une partie de sa suite portant sur la jeunesse de Vito Corleone. Puzo a également co-scénarisé le troisième film, qui met en scène une histoire inédite. En plus de cette trilogie qui a marqué l'histoire du cinéma, ce roman a inspiré une mini-série ainsi qu'un jeu vidéo.
Ce roman et ses suites sont remarquables pour avoir présenté le premier des mots italiens comme consigliere, caporegime, Cosa Nostra et omertà à un public anglophone.

## Résumé
Le roman retrace les aventures des membres de la famille Corleone, l'une des cinq familles du crime de New York, qui se livre à une lutte d'influence pour contrôler les marchés lucratifs illégaux (drogue, jeu, prostitution), avec des règlements de comptes sauvages à la clé.
Le personnage principal, Vito Corleone — dont le nom est repris de celui d'un village de Sicile, Corleone, et inspiré d'un véritable chef mafieux — incarne un père de famille clanique d'origine sicilienne, assez différent des personnages classiques de gangsters, souvent inspirés de personnalités exubérantes et violentes comme Al Capone. Génie du crime, Vito Corleone semble anticiper et prévoir les plans de ses ennemis longtemps à l'avance. Malgré ses apparences de grand-père tranquille, il est pourtant un être amoral et sans pitié, prêt à tout pour protéger l'empire qu'il s'est bâti.
On suit notamment l’ascension de son plus jeune fils, Michael Corleone quand ce dernier décide de rejoindre l'organisation criminelle, alors qu'il vivait une vie normale, après la tentative d'assassinat sur son père par un rival, Virgil Sollozzo.
Le roman couvre les années 1945 à 1955 et présente l'histoire de Vito Corleone de la petite enfance à l'âge adulte.
On a aussi une intrigue parallèle concernant Johnny Fontane, un chanteur sur le déclin que Vito Corleone aide à remonter la pente, à se réconcilier avec sa première épouse Virginia et ses enfants et à se relancer dans le cinéma. Nous voyons également l'histoire de Lucy Mancini, la maitresse de Sonny qui est envoyée à Las Vegas pour se remettre de ses émotions et qui assistera à la croissance du secteur du jeu d'argent.
L'épigraphe du roman est de l'auteur français Honoré de Balzac : « Derrière chaque grande fortune il y a un crime ».

## Accueil
Le roman est resté sur la liste des meilleures ventes du New York Times pendant 67 semaines et s'est vendu à plus de neuf millions d'exemplaires en deux ans. Il est resté très populaire notamment en raison de son adaptation cinématographique, devenue culte.

## Adaptations
Le roman a inspiré le film Le Parrain (1972) de Francis Ford Coppola, très fidèle à l'histoire d'origine (mais qui élude une grande partie de l’histoire de Johnny Fontane et modifie certains détails).
La partie du roman qui relate la jeunesse de Don Corleone (Vito Andolini) à Corleone en Sicile et son arrivée en Amérique a servi de base au scénario du second film de Coppola.

## Suites
Mario Puzo fait revenir Michael Corleone pour une apparition brève dans un autre roman, Le Sicilien, qui est toutefois centré sur d'autres personnages et enjeux.
L'écrivain Mark Winegardner (en) est désigné pour écrire deux suites : Le retour du Parrain (en) (2004) et La vengeance du Parrain (en) (2006). Ceux-ci reçoivent un accueil critique allant de positif à mitigé.
Ed Falco (en) signe en 2012 La famille Corleone (en), une préquelle revenant sur l'ascension de Vito Corleone, basée sur un scénario non porté à l'écran de Mario Puzo.